# Кондекинто (станция метро)
«Кондекинто» (исп. Condequinto) — первая из четырех впервые открытых станций метро линии 1 метрополитена Севильи в составе муниципального округа «Dos Hermanas», включенного в район Кондекинто, рядом с шоссе Утрера. Входит в зону 2 четырех зон Севильского метрополитена.
Станция «Кондекинто» известна крытым вестибюлем и платформой на поверхности.
Станция оборудована механическими средствами доступа для людей с ограниченными физическими возможностями, ручными и автоматическими системами продажи билетов, системой аварийной эвакуации и платформенными раздвижными дверьми для предотвращения случайного падения. Кроме того, пешеходный мост соединяет «Кондекинто» с автомагистралью Утрера.
Обладает типологией и расположением в пространстве других станций линии 1, которые находятся на поверхности.